# Sam Coulson
Pour les articles homonymes, voir Coulson.
Sam Coulson (né en 1987 à Bromsgrove, Worcestershire) est un guitariste britannique. Après s'être fait remarquer par des vidéos sur YouTube, Coulson a remplacé le guitariste Steve Howe dans le groupe Asia en janvier 2013 après que ce dernier eut décidé de se concentrer sur sa carrière avec Yes et en solo. Puis en 2018, Sam s'est retiré d'Asia pour poursuivre une carrière solo. 

## Carrière
Sam Coulson a fait ses débuts en produisant des vidéos sur le site YouTube en 2007, sur lesquels il démontrait son talent à la guitare électrique. Son jeu a attiré l'attention du fameux guitariste américain Paul Gilbert, qui l'a invité à être un instructeur invité du Great Guitar Escape qu'il a créé en juillet 2012, ainsi que lors de sa performance sur scène avec le musicien de blues américain Walter Trout en octobre 2012. Cette publicité a mené Coulson à rejoindre le groupe rock britannique Asia. Lorsque le guitariste du groupe, Steve Howe ait à nouveau quiié pour la troisième fois en janvier 2013 dans le but de poursuivre d'autres projets, Coulson a été sélectionné pour le remplacer, bien qu'étant de plusieurs dizaines d'années plus jeune que les autres membres du groupe. D'après John Wetton, le groupe avait une « liste de favoris » pour le remplaçant de Steve ; Kevin Gilbert était de ceux-la mais ne pouvait se décommander, étant sur un autre projet, il a alors recommandé Coulson.
Sam joue avec Asia sur leur dernier album studio, Gravitas, dont la sortie a eu lieu le 25 mars 2014. Il s'agit donc du seul album de Asia avec Sam coulson comme guitariste, puisque le groupe n'a rien enregistré de nouveau depuis.

## Sam a quitté Asia
Le groupe a également confirmé que Sam Coulson avait quitté Asia amicalement en 2018 pour se consacrer à des projets solo et qu'il serait remplacé en tant que guitariste par Ron Thal, ex-Guns N' Roses (qui prenait également la direction du chant) et dans les chœurs par le bassiste Billy Sherwood. Coulson a confirmé son départ sur Twitter le même jour.

## Asia
- 2014 : Gravitas
- 2017 : Symfonia: Live In Bulgaria 2013 - Enregistré en 2013.

## Solo
- 2015 : Electric Classical
- 2019 : Black Cross